# IC 373
IC 373 је спирална галаксија у сазвјежђу Еридан која се налази на листи објеката дубоког неба у Индекс каталогу.
Деклинација објекта је - 4° 52' 11" а ректасцензија 4h 30m 42,7s. Привидна величина (магнитуда) објекта IC 373 износи 13,9 а фотографска магнитуда 14,9. IC 373 је још познат и под ознакама MCG -1-12-13, NPM1G -04.0197, PGC 15335.